# Nasuconia lineosa
Nasuconia lineosa (лат.) — вид горбаток рода Nasuconia из подсемейства Darninae семейства Membracidae. Неотропика: Бразилия.

## Описание
Мелкие равнокрылые насекомые (длина около 7 мм). Характеризуется следующими признаками: (1) фронтоклипеус на 1/3 своей длины выходит за пределы супрантеннального края; (2) преапикальная область заднего пронотального отростка увеличенная; (3) переднеспинка коричневая. Голова, переднеспинка, ноги и брюшко коричневые, переднеспинка контрастирует с жёлтыми продольными и прерывистыми линиями.
Это типовой вид рода и сходен с N. nanica и N. catarina, которые сходны по признакам фронтоклипеуса, форме и скульптуре пронотума. У N. lineosa и N. catarina отсутствует поперечная крыловая жилка s, а жилка R раздвоена на две ветви R1+2+3 и R4+5; эти признаки также могут быть диагностическими для группы lineosa, но должны быть подтверждены для N. nanica. N. lineosa отмечен только в Бразилии.